# Ye Shiwen
Ye Shiwen (chinesisch 葉詩文 / 叶诗文, Pinyin Yè Shīwén; * 1. März 1996 in Hangzhou, Zhejiang) ist eine chinesische Schwimmerin. Sie wurde 2012 Olympiasiegerin über 200 und 400 Meter Lagen.

## Werdegang
Beim Schwimm-Weltcup 2010 machte sie erstmals international auf sich aufmerksam – sie gewann in Peking die Goldmedaillen über 100 m Freistil, 200 m Lagen und 400 m Lagen. Bei den Kurzbahnweltmeisterschaften in Dubai holte sie sich im Dezember die Silbermedaille über 200 m Lagen und 400 m Lagen.
Bei den Schwimmweltmeisterschaften 2011 in Shanghai, China, wurde Ye Shiwen am 25. Juli Weltmeisterin über 200 m Lagen in der Zeit von 2:08,90 min und über 400 m Lagen belegte sie den 5. Rang.
Bei den Olympischen Sommerspielen 2012 in London gewann sie in Weltrekordzeit von 4:28,43 min das Rennen über 400 m Lagen. Dabei war sie auf der letzten Bahn mit 28,93 Sekunden schneller als der Olympiasieger Ryan Lochte, der dafür am selben Tag 29,10 Sekunden brauchte. Diese außergewöhnliche Leistung rief Erstaunen hervor. Es wurden vier Dopingproben durchgeführt, die alle negativ waren.
In Barcelona bei den Schwimmweltmeisterschaften 2013 verpasste sie im Rennen über 200 m Lagen eine Medaille und erreichte den 4. Platz.
Bei den Asienspielen 2014 im südkoreanischen Incheon siegte sie sowohl in Rennen über 200 m Lagen als auch in den 400 m Lagen, jeweils mit einem neuen Rekord für die Asienspiele. Mit dem Team gewann sie die Goldmedaille im 4-mal-100-Meter-Freistilrennen.
2015 erreichte sie bei den Schwimmweltmeisterschaften 2015 in Kasan, Russland den 8. Platz im Rennen über 200 m Lagen.
Bei den Olympischen Sommerspielen 2016 in Rio erreichte sie wiederum den 8. Platz im Rennen über 200 m Lagen.
Bei den Schwimmweltmeisterschaften 2019 in Gwangju gewann Ye Shiwen Silbermedaillen auf den beiden Lagendistanzen jeweils hinter der Ungarin Katinka Hosszú. Über 200 Meter Brust belegte sie den vierten Platz mit einer Viertelsekunde Rückstand auf die Drittplatzierte.
Danach trat Ye Shiwen erst 2023 wieder international an. Bei den Weltmeisterschaften in Fukuoka wurde sie Achte über 200 Meter Lagen. Über 200 Meter Brust schied sie als Halbfinalzehnte aus. Bei den erst 2023 ausgetragenen Asienspielen in Hangzhou siegte sie über 200 Meter Brust und wurde über 200 Meter Lagen Zweite hinter ihrer Landsfrau Yu Yiting.
2024 bei den Olympischen Spielen in Paris trat Ye Shiwen zweimal an. Über 200 Meter Brust belegte sie den sechsten Platz. Über 200 Meter Lagen schied sie im Halbfinale mit der zehntbesten Zeit aus.

## Rekorde
| Weltrekorde | Weltrekorde | Weltrekorde   | Weltrekorde |
| ----------- | ----------- | ------------- | ----------- |
| 400 m Lagen | 4:28,43 min | 28. Juli 2012 | London      |